# Daniel Blaisdell
Daniel Blaisdell (* 22. Januar 1762 in Amesbury, Essex County, Province of Massachusetts Bay; † 10. Januar 1833 in Canaan, New Hampshire) war ein US-amerikanischer Politiker. Zwischen 1809 und 1811 vertrat er den Bundesstaat New Hampshire im US-Repräsentantenhaus.

## Werdegang
Daniel Blaisdell besuchte die öffentlichen Schulen seiner Heimat. Während des Unabhängigkeitskrieges war er zwischen 1776 und 1777 Soldat in der amerikanischen Kontinentalarmee. Im Jahr 1780 zog Blaisdell nach Canaan in New Hampshire, wo er als Lehrer arbeitete und einige lokale Ämter bekleidete. Außerdem eignete er sich dort einige juristische Kenntnisse an. In seiner neuen Heimat wurde Blaisdell auch in der Landwirtschaft tätig und begann sich für Politik zu interessieren. Er wurde Mitglied der von Alexander Hamilton gegründeten Föderalistischen Partei.
In den Jahren 1793, 1795 und 1799 wurde Blaisdell jeweils in das Repräsentantenhaus von New Hampshire gewählt. Zwischen 1803 und 1808 war er Mitglied im Regierungsrat (Executive Council) dieses Staates. Bei den Kongresswahlen des Jahres 1808, die staatsweit abgehalten wurden, wurde er für das erste Abgeordnetenmandat von New Hampshire in das US-Repräsentantenhaus in Washington gewählt. Dort trat er am 4. März 1809 die Nachfolge von Peter Carleton von der Demokratisch-Republikanischen Partei an. Bis zum 3. März 1811 absolvierte er nur eine Legislaturperiode im Kongress.
Während des Britisch-Amerikanischen Krieges diente Blaisdell als Soldat in der US-Armee. Zwischen 1812 und 1825 war er mehrfach mit Unterbrechungen erneut Abgeordneter im Repräsentantenhaus von New Hampshire; in den Jahren 1814 und 1815 gehörte Blaisdell auch dem Staatssenat. Außerdem war er zwischen 1813 und 1818 mit einigen Unterbrechungen Gemeinderat in Canaan. Im Jahr 1822 wurde Blaisdell zum leitenden Richter des Court of Sessions ernannt. Er starb im Januar 1833 in Canaan.